# گروسنزباخ
گروسنزباخ (به آلمانی: Großenseebach) یک شهر در آلمان است که در ارلانگن-هخشتات واقع شده‌است.